# Glypta platynotae
Glypta platynotae är en stekelart som beskrevs av Dasch 1988. Glypta platynotae ingår i släktet Glypta och familjen brokparasitsteklar. Inga underarter finns listade i Catalogue of Life.